# Communauté de communes Artois-Lys
Die Communauté de communes Artois-Lys war ein französischer Gemeindeverband mit der Rechtsform einer Communauté de communes im Département Pas-de-Calais in der Region Hauts-de-France. Sie wurde am 23. Dezember 1992 gegründet und umfasste 21 Gemeinden. Der Verwaltungssitz befand sich im Ort Lillers.

## Historische Entwicklung
Am 1. Januar 2017 wurde der Gemeindeverband mit 
- Communauté d’agglomération de Béthune Bruay Noeux et Environs und
- Communauté de communes Artois Flandres

zur Communauté d’agglomération de Béthune-Bruay, Artois-Lys Romane zusammengeschlossen.

## Ehemalige Mitgliedsgemeinden
1. Allouagne
2. Ames
3. Amettes
4. Auchy-au-Bois
5. Bourecq
6. Burbure
7. Busnes
8. Calonne-sur-la-Lys
9. Ecquedecques
10. Ferfay
11. Gonnehem
12. Ham-en-Artois
13. Lespesses
14. Lières
15. Lillers
16. Mont-Bernanchon
17. Norrent-Fontes
18. Robecq
19. Saint-Floris
20. Saint-Venant
21. Westrehem